# Alexeter erythrocerops
Alexeter erythrocerops là một loài tò vò trong họ Ichneumonidae.